# Astro AOD
Astro AOD是马來西亚Astro擁有以粵語播放的最新TVB劇集频道，該頻道是由香港電視廣播(國際)有限公司（TVBI）與馬來西亞Astro合作开办，该频道全天候24小时播出。

## 簡介
Astro On Demand劇集首映于2007年7月16日正式启播，该频道的标语是「港剧潮流，顶级享受」，该频道与香港同步播出最新、最热播的香港TVB剧集。此外Astro On Demand HD于2013年6月3日正式启播，该频道备有粤语及华语双声道服务，同时也备有中文及马来语字幕服务。
Astro On Demand劇集首映于2017年6月3日，正式改名為「Astro AOD」。
另一方面，该公司另一产品亦是相同名称"Astro On Demand"（亦称 Astro Go），为网络点播服务。该台所有戏剧将在首播时间同步更新相关集数。

## Astro AOD频道
Astro AOD HD - 频道311 (HD)

## 馬來西亞TVB頒獎典禮
從2010年起，Astro AOD和MY FM（主辦單位）開始與TVB协办“MY AOD我的最爱颁奖典礼”以取代現已停辦的Astro華麗台電視劇大獎。此頒獎禮依据前一年11月至當年10月间在Astro AOD播出的剧集，让剧迷们上网投选心目中最爱的艺人和电视剧集，并送出丰富奖品，尤其回馈玉龙配套用户。此颁奖在2013年起改由TVB娱乐新闻台主办、Astro协办，並更名為“TVB 馬來西亞星光薈萃頒獎典禮”。

## 外部連結
- Astro AOD官方網站（页面存档备份，存于）
- Astro AOD的Facebook專頁
- Astro AOD每月节目表 （页面存档备份，存于）